# 조선민주주의인민공화국의 국가원수 방북 목록
다음은 역대 조선민주주의인민공화국의 국가원수 방북 목록이다.

## 김일성 시절

### 1950년대
- 1957년: 호찌민 베트남 주석

### 1970년대
- 1970년: 노로돔 서이하누 캄보디아 국왕
- 1971년: 니콜라에 차우셰스쿠 루마니아 대통령, 요시프 브로즈 티토 유고슬라비아 대통령
- 1974년: 하페즈 알아사드 시리아 대통령
- 1975년: 노로돔 서이하누 캄보디아 국왕

### 1980년대
- 1980년: 로버트 무가베 짐바브웨 대통령, 호스니 무바라크 이집트 대통령
- 1982년: 무아마르 알 카다피 리비아 대통령
- 1983년: 호스니 무바라크 이집트 대통령
- 1986년: 피델 카스트로 쿠바 의장, 멩기스투 하일레 마리암 에티오피아 대통
- 1987년: 요웨리 무세베니 우간다 대통령
- 1989년: 알리 하메네이 이란 최고지도자

### 1990년대(1990년~1994년)
- 1990년: 요웨리 무세베니 우간다 대통령
- 1992년: 요웨리 무세베니 우간다 대통령

## 김정일 시절

### 2000년대
- 2000년: 김대중 대통령, 블라디미르 푸틴 러시아 대통령
- 2002년: 고이즈미 준이치로 일본 총리
- 2004년: 고이즈미 준이치로 일본 총리
- 2007년: 노무현 대한민국 대통령

## 김정은 시절

### 2010년대(2011년 이후~)
- 2013년: 차히아깅 엘벡도르지 몽골 대통령
- 2018년: 문재인 대한민국 대통령(5월, 9월), 미겔 디아스카넬 쿠바 의장
- 2019년: 시진핑 중국 총서기(6월), 도널드 트럼프 미국 대통령(6월)

### 2020년대
- 2024년: 블라디미르 푸틴 러시아 대통령